# 통화중 신호
통화중 신호(通話中信號, busy signal)는 전화 연결 요청을 완료하는 데 실패했음을 뜻하는 음성 또는 영상 신호를 말한다.
통화중 신호의 원인은 보통 다음과 같다.
- 발신 경로가 없는 경우
- 전화를 건 번호로 누군가 이미 전화를 하고 있을 때나 사용이 불가능할 때
- 상대방이 전화를 끊었을 때도 이 신호가 나온다.

많은 국가에서는 각기 다른 톤의 통화중 신호를 사용한다.